# لينفوي بريموس
لينفوي بريموس (بالإنجليزية: Linvoy Primus)‏، من مواليد 14 سبتمبر 1973 في فوريست غيت في إنجلترا، لاعب كرة قدم إنجليزي.
بدأ مسيرته الكروية مع نادي تشارلتون أثلتك في عام 1992، ولعب معهم حتى عام 1994، وشارك معهم في 4 مباريات، وفي عام 1994 انتقل إلى نادي بارنت، ولعب معهم حتى عام 1997، وشارك معهم في 127 مباراة وسجل 7 أهداف، وفي عام 1997 انتقل إلى نادي ريدينغ، ولعب معهم حتى عام 2000، وشارك معهم في 94 مباراة وسجل هدف واحد، ومنذ عام 2000 وهو يلعب مع نادي بورتسموث.

## روابط خارجية
- لينفوي بريموس على موقع قاعدة بيانات كرة القدم.إي يو (الإنجليزية)
- لينفوي بريموس على موقع Soccerbase.com (لاعب) (الإنجليزية)
- لينفوي بريموس على موقع Soccerway.com (الإنجليزية)
- لينفوي بريموس على موقع عالم كرة القدم.نت (الإنجليزية)
- لينفوي بريموس على موقع كووورة